# Leroy Merlin
Leroy Merlin é uma rede de lojas de materiais de construção, acabamento, decoração, jardinagem e bricolagem, fundada na França em 1923 por Adolphe Leroy e Rose Merlin. Atualmente, é uma empresa pertencente ao grupo francês Adeo. 
Em 2025 a rede atua em quinze países: 
- Europa
  - França
  - Chipre
  - Espanha
  - Grécia
  - Itália
  - Polónia
  - Portugal
  - Romênia
  - Rússia
  - Ucrânia

- África
  - África do Sul
  - Costa do Marfim

- América do Sul
  - Brasil

- Ásia
  - China
  - Cazaquistão[2][3]

Também atua com parceiros para distribuição na Austrália e Peru, e por distribuição digital na Alemanha, China, Costa do Marfim, Marrocos e Países Baixos.
Em alguns países, a rede atua com marcas como Bricoman, Aki, Weldom, Obi e Bricocenter, com lojas de menor porte. A Leroy Merlin contabiliza 516 lojas no mundo, com mais de 150 mil funcionários e faturamento de € 6,6 bilhões (aproximadamente R$ 18,1 bilhões).

## Operação no mundo

### Brasil

Países de atuação da Leroy Merlin. O Brasil é o único país das Américas que é atendido pela rede, possuindo pouco mais de 50 lojas

Desde que chegou ao Brasil, em 1998, com a abertura da loja em Interlagos, a Leroy Merlin vem expandindo a rede de lojas pelo país, com mais de 80 mil itens em 15 setores: Materiais de Construção, Madeiras, Elétrica, Ferramentas, Tapetes, Cerâmica, Sanitários, Encanamentos, Jardinagem, Ferragens, Pintura, Decoração, Iluminação, Organização e Cozinhas. As lojas também oferecem serviços como Corte de Madeira e Vidro, Enquadramento, Confecção de Cortinas sob Medida, entre outros. 
Em 2012, a Leroy Merlin Brasil foi eleita a empresa que mais recebeu avaliações positivas no ramo de varejo de construção, em pesquisa realizada pela Shopper Experience para a Consumidor Moderno.

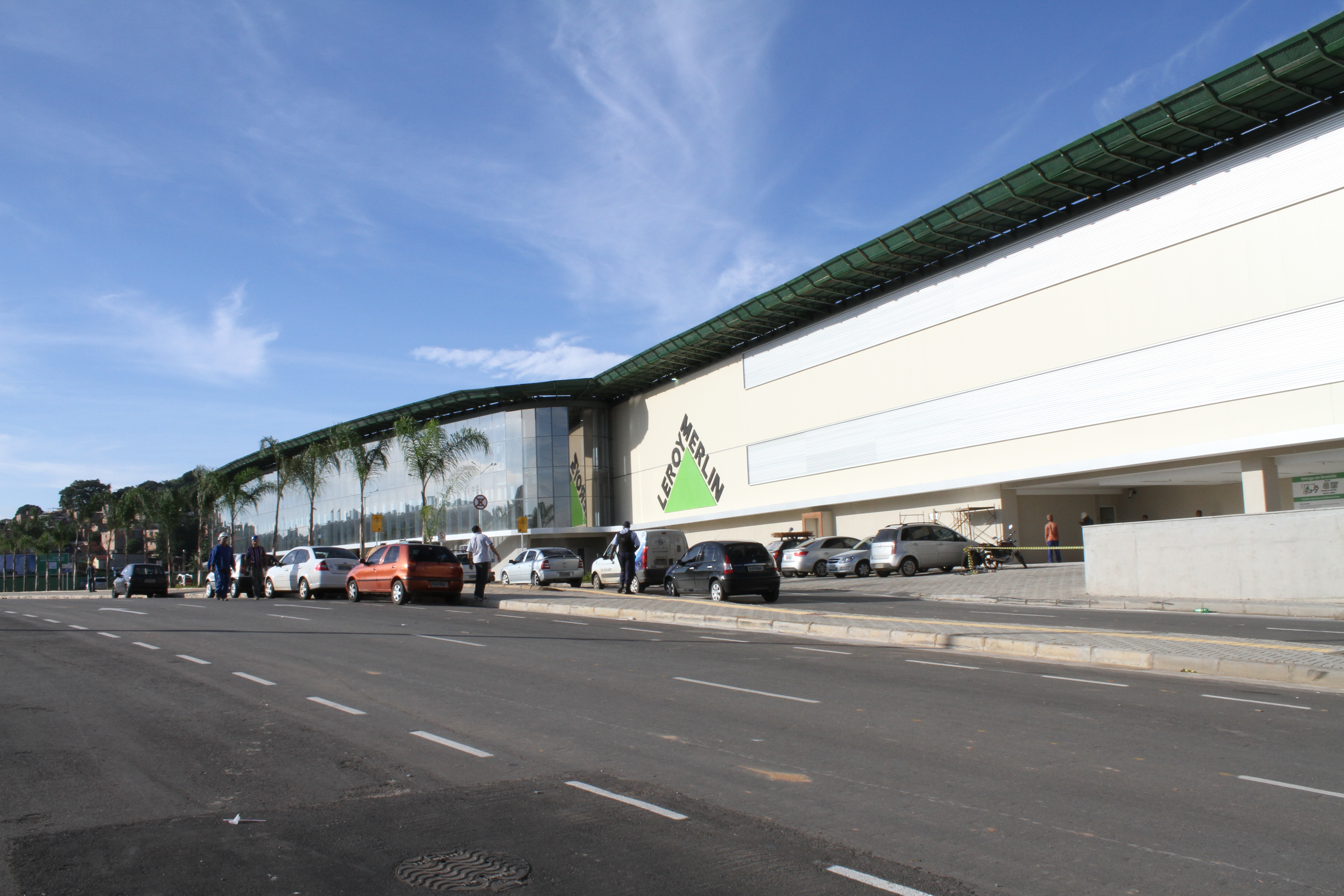
Loja da Leroy Merlin Brasil em Belo Horizonte, Minas Gerais

A Leroy Merlin Brasil atualmente tem 53 lojas em Alagoas, Bahia, Ceará, Distrito Federal, Espírito Santo, Goiás, Mato Grosso do Sul, Minas Gerais, Paraná, Rio de Janeiro, Rio Grande do Norte, Rio Grande do Sul, Santa Catarina e São Paulo.
Atualmente, a Leroy Merlin Brasil possui cerca de 25 lojas com certificação AQUA-HQE – elaborada com o intuito de oferecer às empresas brasileiras um referencial técnico para construções sustentáveis –, somando um total de 28 certificados, destacando a Leroy Merlin Brasil como a empresa com maior numero de certificação AQUA/HQE no mundo na categoria varejo.[carece de fontes?]

### Portugal
Estão abertas em Portugal lojas em:

### Norte
- Braga
- Guimarães
- Maia
- Matosinhos
- Gondomar
- Vila Nova de Gaia

### Centro
- Aveiro
- Castelo Branco (anteriormente Aki)
- Coimbra
- Torres Vedras
- Leiria
- Caldas da Rainha

### Área Metropolitana de Lisboa
- Sintra
- Amadora
- Alfragide
- Almada

### Algarve
- Albufeira
- Loulé